# Giulia Garofalo Geymonat
Giulia Garofalo Geymonat, född 1977 eller 1978, är en italiensk sociolog. Hon har forskningsfokus på lågstatusyrken med stor kvinnlig inblandning, främst sexarbete men även hushållsarbete. Även migration, människohandel och funktionsnedsättning har ingått som del av hennes forskning. 2016 översattes hennes Köpa och sälja sex till svenska.

## Biografi

### Studier
Garofalo Geymonat studerade vid universitet i Bologna, där hon 2001 avlade masterexamen i nationalekonomi. Året därpå ägnade hon åt genusrelaterad forskning vid London School of Economics, en syssla hon under 2004 fortsatte vid universitetet i Utrecht. Därefter var hon doktorand i sociologi vid University of East London, där hon 2010 avlade doktorsexamen.

### Akademisk karriär
Under stora delar av 2010-talet var Geymonat  verksam i Sverige, 2010 och 2011 vid Linköpings universitet och 2012–2016 vid Lunds universitet. Den svenska sejouren var inledningsvis kopplad till forskning runt stigma och "onormala" människor, därefter inriktad på idén om sexsamariter för funktionshindrade. Både i Linköping och Lund var hennes verksamhet baserad på de respektive institutionerna för genusvetenskap.
Under den akademiska karriären har Garofalo Geymonat gjort omfattande deltagande aktionsforskning bland grupper av sexarbetare och sexsamariter i Europa. Detta inkluderar två studier 2016 som berörde sexarbetare i Schweiz respektive utbildningsinsatser av sexarbetare för sexarbetare i Tyskland.
Sedan 2017 är hon knuten till Università Ca' Foscari Venezia i Venedig. Där har varit verksam vid universitetets avdelning för filosofi och kulturarv, sedan 2020 som forskningsansvarig i sociologi.

### Författarskap
Garofalo Geymonat har författat flera böcker relaterade till sexarbete eller hushållsarbete, och hennes masteruppsats 2001 bar titeln Analisi economica della prostituzione ('Ekonomisk analys av prostitutionen'). 2014 kom Vendere e comprare sesso, en bok som två år senare översattes till svenska under titeln Köpa och sälja sex. Mellan njutning, arbete och utnyttjande. Volymen kom 2017 även i översättning till franska. I boken pratar Garofalo Geymonat bland annat om att lagar kring prostitution historiskt mestadels riktat sig mot kvinnor, vilket kan ses som en del av det patriarkala begränsandet av den kvinnliga sexualiteten. Hon menar också att sexköpet inte är en makt- och våldshandling som ofta framställs i debatten, och att det mest brutala våldet mot sexarbetare utövas av män som aldrig kan tänka sig att betala för sex.
Sex Workers Speak. Who Listens? är en antologi med texter om våld, utnyttjande, missbruk och människohandel inom sexbranschen. Texterna är författade av representanter för sexbranschen, med Garofalo Geymonat och P.G. Macioti som redaktörer. Volymen, som 2016 släpptes som en e-bok, innefattar bidrag från sexarbetarorganisationer och enskilda sexarbetare i Europa, Latinamerika, Asien och Afrika. Både Garofalo Geymonat och Macioti har arbetat vid den tyska sexarbetarorganisationen Hydras rådgivningscenter, Garofalo Geymonat mellan 2016 och 2018.
2017 gav European Research Council ut hennes, Sabrina Marchettis och Penelope Kyritsis Domestic workers speak a global fight for rights and recognition. Hennes forskning kring hushållstjänster ledde fyra år senare till Global domestic workers : intersectional inequalities and struggles for rights, även denna med Marchetti som medförfattare och denna gång tillsammans med Daniela Cherubini.
Därefter återvände Garofalo Geymonat till ämnet prostitution och sexarbete. 2022 publicerades Prostituzione e lavoro sessuale in Italia : oltre le semplificazioni, verso i diritti, där fokus låg på branschen i Italien; denna volym hade Giulia Selmi som medförfattare.

### Nätverk, åsikter och kritik
Flera internationella forskarnätverk har Garofalo Geymonat som medlem. Detta inkluderar nätverk runt genus, sexualitet, sexarbete och hushållsarbete. Det sistnämnda forskningssamarbetet inleddes i samband med hennes anslutning 2017 till Università Ca' Foscari Venezia.
Garofalo Geymonat har återkommande lyft betydelsen av rörelsen för sexarbetares rättigheter, vilken sedan födelsen i mitten av 1970-talet (se internationella sexarbetardagen) har samlat över 270 föreningar i olika länder. Hon är starkt kritisk emot olika staters kriminalisering av hela eller delar av sexbranschen och anser att detta direkt inverkar på prostituerades och andra sexarbetares möjligheter till en trygg arbetsmiljö. Garofalo Geymonat har själv kopplats samman med en rörelse som anser att det kan finnas jämlika maktförhållanden mellan sexköpare och -säljare, även i en värld som ännu inte omvandlats till en helt (i Hanna Jedviks ordval) "jämställd, rättvis och jämlik värld".

### Privatliv
2023 uppmärksammades Garofalo Geymonats juridiska tvist gentemot den italienska staten. Detta rörde hennes och hennes kvinnliga partner Denise Rineharts båda barn, varav ett var framfött av Geymonat, ett av Rinehart. Italien godkänner inte Garofalo Geymonat som förälder till Rineharts biologiske son, vilket hindrar denne från att erhålla italienskt medborgarskap. Italien har under Giorgia Melonis regering sedan 2022 blivit omskrivet för landets försämrade rättigheter för samkönade föräldrar.

### Böcker
- Analisi economica della prostituzione. Universita' degli Studi, Bologna 2001. (avhandling, Ekonomiska fakulteten) (italienska)
- Vendere e comprare sesso. Il Mulino, Bologna 2014. ISBN 9788815244857 (italienska)
  - Köpa och sälja sex. Mellan njutning, arbete och utnyttjande. Daidalos, Göteborg 2016. ISBN 9789171734693 (svenska)
- Sex workers speak. Who listens? (red. P.G. Macioti och Giulia Garofalo Geymonat). Prospol/Open Democracy, 2016. (e-bok) (engelska)
- Domestic workers speak a global fight for rights and recognition (medförfattare Sabrina Marchetti, Penelope Kyritsis). European Research Council, Bryssel 2017. ISBN 9780997050790 (engelska)
- Global domestic workers : intersectional inequalities and struggles for rights (medförfattare: Sabrina Marchetti, Daniela Cherubini). Bristol University Press, Bristol 2021. ISBN 9781529207804 (engelska)
- Prostituzione e lavoro sessuale in Italia : oltre le semplificazioni, verso i diritti (medförfattare: Giulia Selmi). Rosenberg et Sellier, Torino 2022. ISBN 9791259930941 (italienska)
- Vulnerabilità in migrazione – Sguardici critici su asilo e protezione internazionale in Italia (red. Giulia Garofalo Geymonat, Sabrina Marchetti, Aclice Morino Baquetto). "Studi e ricerche 36", Edizioni Ca' Foscari, ISBN 978-88-6969-785-2 (italienska)

### Andra texter (urval)
- Adriaenssens, Stef; Geymonat, Giulia Garofalo; Oso, Laura (2016-11). ”Quality of Work in Prostitution and Sex Work. Introduction to the Special Section” (på engelska). Sociological Research Online 21 (4):  sid. 121–132. doi:10.5153/sro.4165. ISSN 1360-7804. https://journals.sagepub.com/doi/10.5153/sro.4165. Läst 21 januari 2025.
- Geymonat, Giulia Garofalo; Macioti, P.G. (2016-11). ”Ambivalent Professionalisation and Autonomy in Workers’ Collective Projects: The Cases of Sex Worker Peer Educators in Germany and Sexual Assistants in Switzerland” (på engelska). Sociological Research Online 21 (4):  sid. 201–214. doi:10.5153/sro.4146. ISSN 1360-7804. https://journals.sagepub.com/doi/10.5153/sro.4146. Läst 21 januari 2025.
- Giulia Garofalo Geymonat; Sabrina Marchetti (2019). ”La migrazione fa bene alle donne? Il nesso genere-migrazione e la riproduzione sociale in una prospettiva globale” (på italienska). Iride (1):  sid. 115–130. doi:10.1414/93344. ISSN 1122-7893. https://doi.org/10.1414/93344. Läst 21 januari 2025.